# Élections en Russie
La Russie élit au niveau fédéral au suffrage direct un président et les 450 députés de la Douma la chambre basse du parlement bicaméral. Par ailleurs, chaque sujet de la fédération de Russie désigne 2 représentants au Conseil de la fédération la chambre haute.

## Corps électoral
Le corps électoral est constitué des citoyens de plus de 18 ans. Le vote est volontaire.

## Commissions électorales
La gestion des élections est constituée de plusieurs niveaux :
- la Commission électorale centrale de la fédération de Russie
- au niveau régional
- au niveau local[2].

## Élections fédérales

### Élection présidentielle
Le président est élu par une élection à deux tours. Si aucun candidat n'obtient la majorité absolue lors du premier tour un second tour est organisé avec les 2 candidats ayant obtenu le plus grand nombre de voix. Il n'est pas possible de faire plus de 2 candidatures consécutives.
Le président est élu pour 6 ans. Avant 2012, le mandat était de 4 ans.

### Élections législatives
Depuis l'amendement du 5 avril 2016, l'élection se fait par un vote parallèle. La moitié des 450 députés sont élus à la proportionnelle dans une circonscription unique avec un seuil de 5 % pour être représenté et l'autre moitié par un scrutin uninominal majoritaire à un tour.

## Élections municipales
Au cours des années 2000 et 2010, presque toutes les élections directes des maires ont été abolies en Russie. Alors que 75 capitales de sujet élisaiet directement leur maire en 2003, elles ne sont plus qu'au nombre de 4 en 2024 : Iakoutsk ; Khabarovsk ; Abakan et Anadyr, Oulan-Oudé les ayant annulé en mars 2024. Kommersant suggère en avril 2024 qu'à terme ces bastions finiront par céder. Désormais, 60 capitales de sujets élisent leur maires par le conseil municipal en 2024. Enfin, il est à noter que Moscou, Saint-Pétersbourg et Sébastopol élisent leur maire directement, mais car elles ont le statut de ville fédérale, et donc de sujet. Selon Vedomosti, des élections sont en cours pour abolir les élections directes à Iakoutsk.